# ÖFB-Cup 1947-1948
La ÖFB-Cup 1947-1948 è stata la 23ª edizione della coppa nazionale di calcio austriaca.

## Qualifikation
| Squadra 1      | Risultato   | Squadra 2    |
| -------------- | ----------- | ------------ |
| 21 marzo 1948  |             |              |
| Austria Vienna | 5 - 2       | Rapid Vienna |
| 4 aprile 1948  |             |              |
| Feldkirch      | 1 - 0 (dts) | Wörgl        |

## Quarti di finale
| Squadra 1      | Risultato | Squadra 2      |
| -------------- | --------- | -------------- |
| 6 maggio 1948  |           |                |
| Salzburger AK  | 2 - 0     | Amateure Steyr |
| Sturm Graz     | 4 - 2     | Neufeld        |
| 8 maggio 1948  |           |                |
| Feldkirch      | 2 - 3     | Villacher SV   |
| 13 maggio 1948 |           |                |
| Gloggnitz      | 1 - 2     | Austria Vienna |

## Semifinale
| Squadra 1      | Risultato   | Squadra 2     |
| -------------- | ----------- | ------------- |
| 20 giugno 1948 |             |               |
| Villacher SV   | 2 - 2 (dts) | Sturm Graz    |
| 27 giugno 1948 |             |               |
| Sturm Graz     | 3 - 1       | Villacher SV  |
| Austria Vienna | 15 - 0      | Salzburger AK |

## Finale
| Squadra 1      | Risultato | Squadra 2  |
| -------------- | --------- | ---------- |
| 4 luglio 1948  |           |            |
| Austria Vienna | 2 - 0     | Sturm Graz |